# Vilhelm Faxe

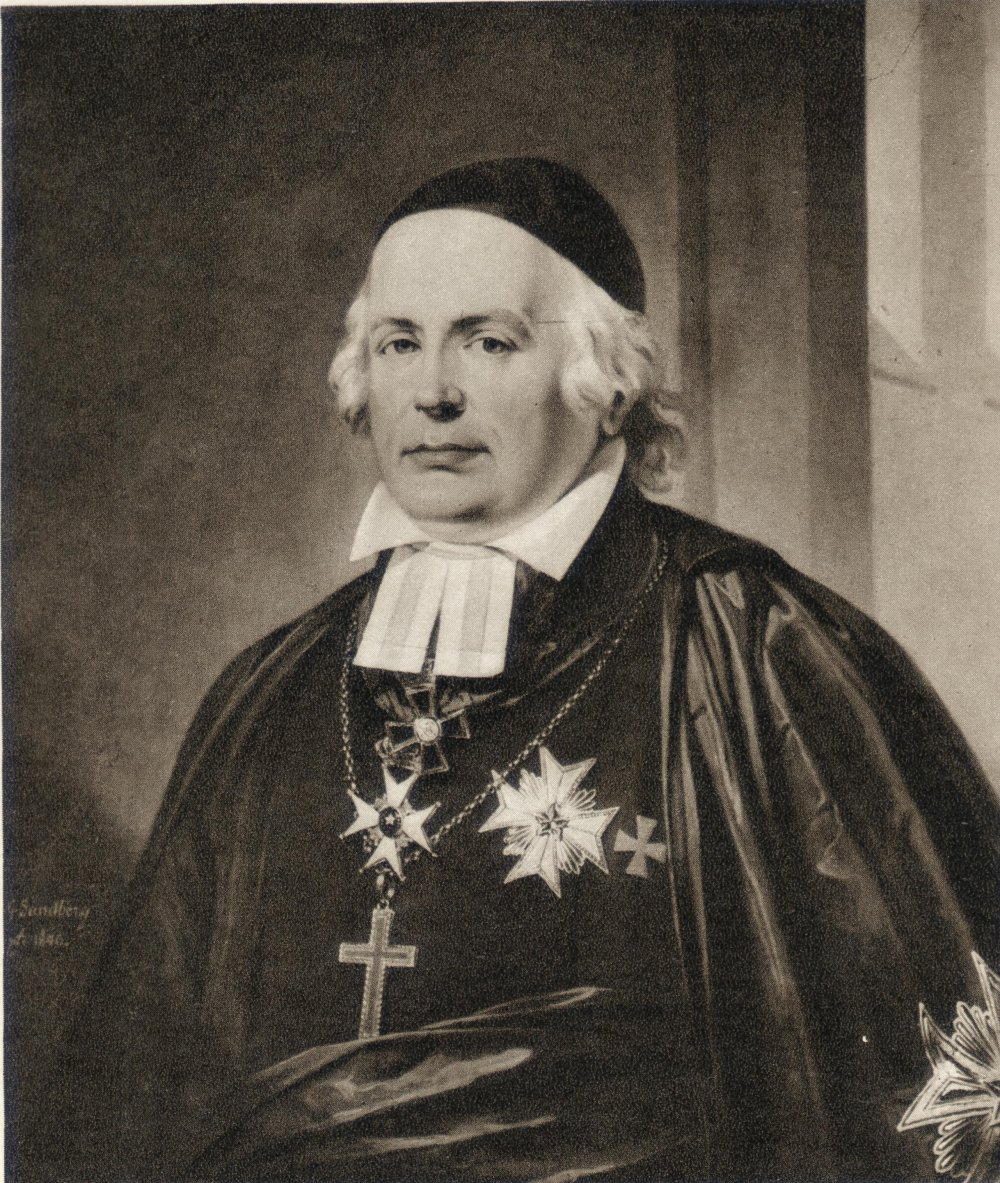
Vilhelm Faxe, 1840 porträtiert von Johan Gustaf Sandberg

Vilhelm Faxe, auch Wilhelm, (* 18. Mai 1767 in Kvistofta (heute Teil der Gemeinde Helsingborg); † 22. September 1854 in Lund) war ein schwedischer Theologe, Universitätsprofessor und lutherischer Bischof.

## Leben
Faxe, ein Sohn des Pfarrers Jacob (Wilhelmsson) Faxe, begann 1782 sein Studium an der Universität Lund. 1787 legte er das philosophische Magisterexamen ab und wurde 1788 Dozent für Latein. Nach dem theologischen Magisterexamen 1791 wechselte er auf eine theologische Dozentur. Im Jahr 1800 wurde er zum Adjunkten für Griechisch und orientalische Sprachen befördert. 1804 übernahm er zusätzlich ein Pfarramt in den Gemeinden Södervidinge und Annelöv. Nachdem er schon 1808 zum außerordentlichen Professor berufen worden war, übernahm er 1809 die ordentliche Professur für Pastoraltheologie und wurde im selben jahr zum Dr. theol. promoviert. 1811 wurde er zum Bischof des Bistums Lund berufen und war damit auch Prokanzler der Universität. Beide Ämter behielt er bis zu seinem Tod. Im letzten Jahrzehnt durch Krankheiten beeinträchtigt, ließ er manche bischöfliche Aufgaben von seinem Dompropst Henrik Reuterdahl erledigen, der später sein Nachfolger wurde. An allen Reichstagen zwischen 1810 und 1834 nahm er als Mitglied des Pfarrerstandes teil.
Faxe war seit 1795 mit Agneta Sophia Lindman (1770–1805) verheiratet. Nach deren Tod heiratete er 1806 Helena Johanna Billberg (1773–1845).
Faxe wurde 1811 in den Nordstern-Orden aufgenommen und 1844 als Kommandeur mit dem Großkreuz ausgezeichnet.

## Bedeutung
Faxe visitierte sämtliche Gemeinden seines Bistums mehrmals und tat auch sonst viel, um die Bildung der Pfarrer zu fördern. Er unterstützte die Missions- und Abstinenzbewegung. Neben seinen Amtspflichten beschäftigte ihn vor allem sein Interesse an der mittelalterlichen Geschichte seiner Region. Er veröffentlichte einige Untersuchungen und gründete 1844 die Sällskapet för utarbetande av Skånes historia och beskrivning. 1829 wurde er als Ehrenmitglied in die Kungliga Vitterhets Historie och Antikvitets Akademien aufgenommen.